# Podčetrtek
Podčetrtek (Duits: Windisch Landsberg) is een gemeente in Slovenië in de regio Stiermarken en grenst aan Kroatië. Het telde tijdens de volkstelling in 2002 3224 inwoners.

## Bezienswaardig
In de gemeente ligt het kasteel van Olimje, dat in de 11e eeuw werd gebouwd. Sinds 1663 deed het dienst als klooster van de uit Kroatië toegereisde Paulinianen (OSPPE, Ordo Sancti Pauli Primi Eremitae) van Olimje. Het contemplatieve klooster werd in 1782 als gevolg van de Jozefijnse hervormingen opgeheven en ging over in handen van de familie Attems. Na de Tweede Wereldoorlog ging het klooster over in staatsbezit en sinds 15 augustus 1999 is het weer in handen van een franciscaanse kloostergemeenschap. Het klooster is gewijd aan Anton Martin Slomšek. De franciscanen (minorieten) zetten onder andere de traditie van de 17e-eeuwse apotheek, een van de oudste in Europa, voort.

## Plaatsen in de gemeente
Brezovec pri Polju, Cmereška Gorca, Golobinjek ob Sotli, Gostinca, Imeno, Imenska Gorca, Jerčin, Lastnič, Nezbiše, Olimje, Pecelj, Podčetrtek, Polje ob Sotli, Prelasko, Pristava pri Lesičnem, Pristava pri Mestinju, Roginska Gorca, Rudnica, Sedlarjevo, Sela, Sodna vas, Sv. Ema, Verače, Vidovica, Virštanj, Vonarje
Bistrica ob Sotli · Braslovče · Celje · Dobje · Dobrna · Gornji Grad · Kozje · Laško · Ljubno · Luče · Mozirje · Nazarje · Podčetrtek · Polzela · Prebold · Radeče · Rečica ob Savinji · Rogaška Slatina · Rogatec · Šentjur pri Celju · Slovenske Konjice · Šmarje pri Jelšah · Šmartno ob Paki · Solčava · Šoštanj · Štore · Tabor · Velenje · Vitanje · Vojnik · Vransko · Žalec · Zreče